# Cerro Guacha
Cerro Guacha es una caldera volcánica del Mioceno en la provincia de Sud Lípez, en el suroeste de Bolivia. Parte del sistema volcánico de los Andes, se considera parte de la Zona Volcánica Central (ZVC), uno de los tres arcos volcánicos de los Andes, y su complejo volcánico Altiplano-Puna asociado (CVAP). Dentro de este último se encuentran varias calderas volcánicas. 
Cerro Guacha y los demás volcanes de esa región se formaron a partir de la subducción de la placa de Nazca debajo de la placa sudamericana. Por encima de la zona de subducción, la corteza terrestre se modifica químicamente y genera grandes volúmenes de fusión que forman los sistemas de calderas locales del CVAP. Guacha está formada sobre un basamento de sedimentos. Dos ignimbritas principales, la ignimbrita Guacha de 5,6-5,8 millones de años con un volumen de 1.300 kilómetros cúbicos y la ignimbrita Tara de 3,5-3,6 millones de años con un volumen de 800 kilómetros  cúbicos son el resultado de erupciones del Cerro Guacha. La actividad más reciente ocurrió hace 1,7 millones de años y formó una ignimbrita más pequeña con un volumen de 10 kilómetros cúbicos.
La caldera más grande tiene una dimensión de 60 x 40 kilómetros (37,3 x 24,9 mi), con una altitud de borde de 5250 metros (5741,5 yd). La actividad volcánica extendida ha generado dos calderas anidadas, varios domos de lava, flujos de lava, y un domo central resurgente.

## Geografía y estructura
La caldera fue descubierta en 1978 gracias a imágenes de Landsat. Se encuentra en Bolivia junto a la frontera con Chile. El terreno es de difícil acceso ya que se encuentra a altitudes entre 3000-4000 metros (3280,8-4374,5 yd). La caldera lleva el nombre de Cerro Guacha, característica denominada así por los mapas topográficos locales.  Investigaciones posteriores del Servicio Geológico de Bolivia indicaron la presencia de tres tobas soldadas.  Los lechos rojos del Paleógeno y los sedimentos del Ordovícico forman el sótano de la caldera. 
Cerro Guacha forma parte del complejo volcánico Altiplano-Puna, un área de extenso vulcanismo ignimbrita en los Andes Centrales entre el Altiplano y el desierto de Atacama y asociada a la Zona Volcánica Central de los Andes. Dentro de esta área se encuentran varios grandes complejos de calderas, formados por cámaras generadas por magmas derivados del derretimiento de capas profundas de la corteza. La actividad actual se limita a fenómenos geotérmicos en El Tatio, Sol de Mañana y Guacha,  y la actividad reciente abarca la extrusión de domos y flujos de lava cuaternaria. La deformación en el área ocurre debajo del volcán Uturuncu al norte del centro de Guacha.
Un escarpe semicircular orientado hacia el oeste (60 x 40 kilómetros (37,3 x 24,9 mi) ) contiene capas de ignimbrita Guacha con bandas subverticales ricas en clastos líticos y es el presumible respiradero de la ignimbrita Guacha. La caldera resultante tenía forma de trampilla, y con un volumen de 1.200 kilómetros cúbicos se encuentra entre las más grandes conocidas. Las estructuras volcánicas están alineadas a lo largo del foso oriental de esta estructura, que está lleno de depósitos lacustres e ignimbritas soldadas. Otro colapso oriental fue generado por la erupción Tara Ignimbrita, con unas dimensiones de 30 x 15 kilómetros (18,6 x 9,3 mi).  Los márgenes de la estructura caldera-graben  son de unos 5250 metros (5741,5 yd) de altura, mientras que los pisos de la caldera tienen aproximadamente 1000 metros (1093,6 yd). Probablemente se encuentren domos de lava dacítica en el borde norte de la caldera, y el suelo de la caldera posiblemente contenga flujos de lava.La caldera contiene un domo resurgente, la parte occidental de la misma está formada por la ignimbrita Tara mientras que la oriental es parte de la ignimbrita Guacha. Esta cúpula fue cortada por el colapso de Tara, dejando al descubierto 700 metros (765,5 yd) de ignimbritas de Guacha. La cúpula renaciente en la caldera se eleva aproximadamente 1,1 kilómetros (0,7 mi) por encima del suelo de la caldera. Un segundo episodio de resurgimiento se produjo en el interior de la caldera de Tara.  La caldera se llenó hasta 1 kilómetro (0,6 mi) de espesor con ignimbritas. En el lado norte de la cúpula renaciente se originaron tres cúpulas de lava, aproximadamente contemporáneas con la ignimbrita de Tara. La cúpula occidental se llama Chajnantor y es la más rica en sílice de todas ellas. El río Guacha en el medio es más dacítico. Las lavas de Puripica Chico en el lado occidental de la caldera no están asociadas con un colapso.  Al suroeste de la caldera se encuentran flujos de lava de color oscuro.
Alguna actividad geotérmica ocurre dentro de la caldera.  Laudrum et al. sugirió que el calor de Guacha y del Cerro Pastos Grandes puede transferirse al sistema geotérmico El Tatio hacia el oeste.

## Geología
Guacha es parte de un complejo volcánico en la región retroarco de los Andes en Bolivia.  Los Andes Centrales están sustentados por el terrano Paleoproterozoico - Paleozoico Arequipa-Antofalla.  Los Andes centrales comenzaron a formarse hace 70 millones de años. Anteriormente, el área se formó a partir de una cuenca marina paleozoica con algunos volcanes tempranos.
Desde el Jurásico, la subducción estuvo ocurriendo en el margen occidental de la actual América del Sur, lo que resultó en diversas actividades volcánicas. Una breve interrupción del vulcanismo, asociada con un aplanamiento de la placa en subducción, ocurrió en el Oligoceno hace 35-25 millones de años. Posteriormente, una nueva generación de fusión modificó la corteza suprayacente hasta que se produjo un vulcanismo importante, asociado con un "brote" de vulcanismo ignimbrítico, hace 10 millones de años. 100-250 kilómetros (62,1-155,3 mi) debajo de la zona volcánica local se encuentra la zona de Wadati-Benioff de la placa de Nazca en subducción. Recientemente se ha observado un cambio en la actividad volcánica desde el vulcanismo ignimbrítico hacia el vulcanismo formador de conos.

### Local
La caldera de Guacha forma parte del complejo volcánico Altiplano-Puna (APVC), una provincia ígnea de los Andes centrales que cubre una superficie de 70 000 kilómetros cuadrados (27 027 mi²). Aquí, a una altitud media de 4000 metros (4374,5 yd) entre 10 y 1 millón de años aproximadamente 10.000 kilómetros cúbicos de ignimbritas hicieron erupción. La investigación gravítica indica la presencia de un área de baja densidad centrada debajo de Guacha.  El cuerpo magmático que sustenta el APVC está centrado debajo de Guacha.  La caldera de Guacha también está estrechamente vinculada a la vecina caldera de La Pacana.
La caldera de Guacha forma una estructura con las vecinas calderas de Cerro Panizos, Coranzulí y Cerro Vilama, asociadas a una falla denominada lineamiento de Lípez. La actividad a lo largo de este lineamiento comenzó en el complejo volcánico Abra Granada hace 10 millones de años y aumentó dramáticamente más de un millón de años después. La actividad volcánica está ligada a esta zona de falla y a la maduración térmica de la corteza subyacente.  Hace 4 millones de años la actividad volvió a menguar en el complejo volcánico Altiplano-Puna.

### Registro geológico
El sistema Guacha se formó en un lapso de 2 millones de años con un volumen total de 3.400 kilómetros cúbicos.  La actividad eruptiva se produjo a intervalos regulares. Los cálculos indican que el sistema Guacha fue abastecido de magmas a un ritmo de 0,0007-0.018  kilómetros cúbicos por año.
Situado a gran altura en una zona de clima árido de larga duración, ha conservado a lo largo del tiempo antiguos depósitos volcánicos.  Así, a diferencia de otras zonas del mundo como el Himalaya, donde la erosión hídrica define el paisaje, la morfología del complejo volcánico Altiplano-Puna es mayoritariamente de origen tectónico.

### Composición y propiedades del magma.
La Guacha ignimbrita es riodacita y rica en cristales. El domo de lava de Chajnantor contiene sanidina mientras que el río Guacha de composición dacítica contiene anfíboles y piroxeno. La ignimbrita de Tara tiene una composición intermedia a la de estas dos cúpulas,  siendo andesítica - riolítica.  La Ignimbrita Guacha contiene 62-65% de SiO 2, Puripicar 67-68% y la Ignimbrita Tara 63%. La plagioclasa y el cuarzo se encuentran en todas las ignimbritas.
Las consideraciones geológicas indican que la ignimbrita Guacha se almacenó a una profundidad de 5-9,2 kilómetros (3,1-5,7 mi) y la ignimbrita Tara a una profundidad de 5,3-6,4 kilómetros (3,3-4 mi). Las temperaturas del zircón son de 716 grados Celsius (1320,8 °F), 784 grados Celsius (1443,2 °F) y 705 grados Celsius (1301,0 °F) para Guacha, Tara y Chajnantor respectivamente.

## Clima
El clima de los Andes centrales se caracteriza por una extrema aridez. La cadena montañosa oriental de los Andes impide que la humedad del Amazonas llegue a la zona del Altiplano. El área también está demasiado al norte para que las precipitaciones asociadas con los vientos del oeste lleguen a Guacha. Este clima árido puede remontarse al Mesozoico y fue potenciado por cambios geográficos y orogénicos durante el Cenozoico.
El análisis de isótopos de oxígeno indica que las ignimbritas de la caldera de Guacha han tenido poca influencia de las aguas meteóricas. Esto es consistente con el clima de la región de Guacha que muestra aridez a largo plazo durante los últimos 10 millones de años, así como con la escasez de sistemas geotérmicos pronunciados en el CVAP que se limitan esencialmente a los campos de El Tatio y Sol de Mañana.

## Historia eruptiva
Guacha ha sido fuente de erupciones con volúmenes de más de 450 kilómetros cúbicos equivalentes de roca densa. Estas erupciones en el caso de Guacha tienen un índice de explosividad volcánica de 8. La estrecha sucesión de múltiples erupciones a gran escala indica que las intrusiones que alimentan dichas erupciones se ensamblan a lo largo de millones de años.
La ignimbrita Guacha (incluida la ignimbrita Lowe Tara, la toba Chajnantor, la toba Pampa Guayaques y posiblemente la ignimbrita Bonanza)  se consideró por primera vez parte de otra ignimbrita llamada Atana Ignimbrita. Tiene un volumen mínimo de 1.300 kilómetros cúbicos y cubre una superficie de al menos 5800 kilómetros cuadrados (2239,4 mi²). Se han determinado varias fechas diferentes sobre la base de la datación argón-argón, incluida 5,81 ± 0,01 millones de años en biotita y 5,65 ± 0,01 millones de años en sanidina, que es la edad preferida. Varias muestras están separadas por distancias de hasta 130 kilómetros (80,8 mi), lo que convierte a esta ignimbrita entre las más extendidas en los Andes. Una corriente se extiende a lo largo 60 kilómetros (37,3 mi) hacia el norte pasando el volcán Uturuncu por el valle de Quetena  hasta Suni K'ira.  Algunos depósitos de ceniza en la Cordillera de la Costa norte de Chile están vinculados a la erupción de Guacha.  La ignimbrita Guacha también se conocía al principio como Baja Tara.
La ignimbrita Tara posterior (incluida la ignimbrita Tara superior, la ignimbrita Filo Delgado y la toba Pampa Tortoral)  forma la cúpula occidental de la caldera Guacha y se extiende principalmente al norte y sureste, entre Argentina, Bolivia y Chile. Tiene un volumen mínimo de 800 kilómetros cúbicos y cubre una superficie de al menos 1800 kilómetros cuadrados (695 mi²) en Chile y 2300 kilómetros cuadrados (888 mi²) en Bolivia donde al principio no fue reconocido.  Algunas salidas superan 200 metros (218,7 yd) de espesor.  Se han determinado varias fechas diferentes sobre la base de la datación argón-argón, incluida 3,55 ± 0,01 millones de años en biotita y 3,49 ± 0,01 millones de años en sanidina, que es la edad más probable. Las lavas de Chajnantor y la cúpula del río Guacha en la caldera han sido fechadas por potasio-argón en 3,67 ± 0,13 y 3,61 ± 0,02 millones de años respectivamente.  Esta ignimbrita se acumuló dentro de la caldera de Guacha, y una capa particularmente gruesa (> 200 metros (218,7 yd) ) se encuentra debajo del estratovolcán Cerro Zapaleri.  Esta ignimbrita se conocía anteriormente como Alta Tara.  Las consideraciones geológicas indican que esta ignimbrita se formó a partir de derretimientos preexistentes y una afluencia de magma andesítico.
La ignimbrita Puripica Chico es conocida por haber formado la chimenea de hadas de Piedras de Dalí, llamada así por los turistas por su paisaje surrealista. Tiene un volumen de 10 kilómetros cúbicos y aparentemente entró en erupción en la bisagra de la caldera Guacha. Ha sido datado con argón-argón en 1,72 ± 0,01 millones de años, lo que la convierte en la vulcanita más joven de la caldera de Guacha.
La ignimbrita Puripicar tiene un volumen de 1.500 kolómetros cúbicos y  4,2 millones de años.  Después de que la investigación indicó que era diferente de otra ignimbrita llamada Atana,  originalmente estaba vinculada a la caldera de Guacha, pero Salisbury et al. en 2011 vinculó la ignimbrita Tara con Guacha.  Otra ignimbrita asociada con Guacha es la Ignimbrita Guataquina que lleva el nombre de Paso de Guataquina. Cubre un área de 2300 kilómetros cuadrados (888 mi²) y tiene un volumen aproximado de 70 kilómetros cúbicos.  Más tarde se interpretó que era una combinación de las ignimbritas Guacha, Tara y no Guacha Atana.